# 美國鍛造刀匠協會
美國鍛造刀匠協會（英語：American Bladesmith Society，簡稱ABS）為美國刀匠非營利組織，宗旨在於傳授製刀技術。該組織由威廉·法蘭西斯·莫蘭二世（William Francis Moran Jr.）創立，他早於1972年擔任刀匠公會（Knifemakers' Guild）理事長時便有創立鍛造刀匠協會的想法。隔年，他在年度刀具展覽中首次展出大馬士革鋼的刀具。1976年，美國鍛造刀匠協會正式以公司名義成立，並於1985年轉型為非營利組織。
協會的刀匠以鍛造手法製作刀具，有別於更常見的砂帶磨削工法。協會依成員技術能力和資歷不同制定統一的認證標準，共分為三個等級，由低至高分別為「學徒級刀匠」（Apprentice smith）、「熟練級刀匠」（Journeyman smith）和「大師級刀匠」（Master smith）。此外，協會還和多所學校合作，開設刀具製作課程，並設有一座博物館。

## 歷史
1972年，威廉·莫蘭當選刀匠公會（Knifemakers' Guild）理事長。彼時全美國的鍛造刀匠已不足十二位，並持續減少，砂帶磨削工法則日益受刀匠歡迎。憂心鍛造製刀的技藝失傳，莫蘭於1973年的刀具展中展出八把帶有焊接紋路的刀具，將該材質命名為「大馬士革鋼」，並向前來參展的刀匠發放介紹鋼鐵鍛造工法的手冊。
僅數個月內，已有多名刀匠加入製作大馬士革鋼刀的行列，其中包括比爾·巴格韋爾、唐·黑斯廷斯、邁克·康納和席德·伯特。1976年，全美國製作大馬士革鋼刀的刀匠已逾12名。同年，美國鍛造刀匠協會以公司名義成立，其章程由創辦人威廉·莫蘭制定。
1985年，協會與懷俄明大學合作，於懷俄明州杜波依斯舉辦第一次鍛造刀愛好者聚會（hammer-in，直譯為「槌進去」）。隔年，愛好者聚會移師至阿肯色州華盛頓的特克薩卡納社區學院舉行。該學校在校園裡重建了刀匠詹姆斯·布拉克的工作室，1830年和1831年的冬季，開拓者詹姆士·鮑依便是在布拉克的工作室向布拉克購買自己的佩刀，這把刀也就是後來布伊刀的雛形。該聚會至今仍每年定期舉行兩次，又稱為「松林聚會」（Piney Woods Hammer-In）。
1988年，協會正式確立「熟練級刀匠」（Journeyman smith）和「大師級刀匠」（Master smith）的評鑑標準。威廉·莫蘭卸任協會的理事長，但持續以榮譽主席的身分留任理事會，直至2006年去世為止。
1988年，美國鍛造刀匠協會和特克薩卡納社區學院聯手與先鋒華盛頓基金會（Pioneer Washington Foundation）和阿肯色州州立公園管理處共同成立刀藝學校，校址位於阿肯色州亨普斯特德縣的華盛頓市歷史州立公園內。根據歷史學家考究，詹姆斯·布拉克首次鍛造布伊刀的地點即離校址不遠。1988年至2001年間，威廉·莫蘭每年在該校至少教授一門課程，不分難度從基本的製刀課程到進階的大馬士革鋼鍛造課程皆可見莫蘭親自參與教學。2001年莫蘭離開教職後，該校被命名為威廉·法蘭西斯·莫蘭刀藝學校（William F. Moran School of Bladesmithing），以紀念其貢獻。如今協會於阿肯色州的特克薩卡納社區學院、北卡羅萊納州的海伍德社區大學和緬因州的新英格蘭金屬加工學校皆有開課，由協會認證的大師級刀匠和熟練級刀匠負責教學。

## 名人堂
美國鍛造刀匠協會和阿肯色歷史博物館合作，於1995年成立專屬博物館並設立名人堂殊榮。1996年，協會公布的第一批名人堂名單共有六人入列，分別為詹姆斯·布拉克、詹姆士·鮑依、唐·黑斯廷斯、比利·雷·休斯、威廉·莫蘭和威廉·斯凱格爾。

## 等級認證

### 學徒級
所有新加入美國鍛造刀協會的刀匠會接受學徒級刀匠（Apprentice smith）認證，加入三年後便能申請接受熟練級刀匠（Journeyman smith）認證，若通過測驗方可晉升為熟練級刀匠。

### 熟練級
在取得學徒級刀匠資格後滿三年，成員可以在協會每年的評選會議上申請成為熟練級刀匠（Journeyman smith）。在完成刀藝基礎課程後，成員可在大師級成員的監督下接受熟練級資格的測驗。測驗中，受試者必須在沒有人幫助的情況下完成刀具的鍛造和製作。受試刀具須為鍛造碳鋼材質，但不得為大馬士革鋼或使用疊層工法，總長度不得超過15英吋，刀刃長度不得超過10英吋，寬度不得超過2英吋。刀具製作完成後，受試者須使用刀具將一條懸空的繩子切斷，並接著將兩塊寬度和厚度分別為2英吋和4英吋的木材砍斷，完成後刀刃的銳利度須足以將監督者手臂上的毛髮剃下。最後，刀具會被鉗住後折彎，刀刃在彈回後除不能斷裂外，還必須能正常使用。完成以上測試後，受試者還須將五把自製刀具提交給裁判，裁判會針對刀具的對稱、平衡和美觀程度進行評分。通過評比後，受試者將被授予熟練級資格，往後他便可在自己姓名後標註縮寫JS，以表示自己的資格。

### 大師級
1981年的紐約名刀展（New York Custom Knife Show）上，首批大師級刀匠（Master smith）授予六人，他們分別是吉米·菲克斯、唐·福格、唐·黑斯廷斯、比爾·莫蘭和詹姆斯·施密特。數年之後，大師級刀匠的認證標準正式被確立。大師級刀匠的認證標準和熟練級刀匠大致相同，僅細項有差異。受試刀具須為鍛造大馬士革鋼材質，鍛造層數不得小於300層，柄芯（刀刃於刀柄內的部分）須為鼠尾柄芯（stick tang，柄芯較刀刃細小）而非全柄芯（full tang，柄芯約與刀刃同寬）。受試者同樣須將一條懸空的繩子切斷，並接著將兩塊寬度和厚度分別為2英吋和4英吋的木材砍斷，完成後刀刃的銳利度須足以將頭髮剃下。最後，刀具會被鉗住後折彎90度，刀刃在彈回後除不能斷裂外，還必須能正常使用，且刀刃不能從刀柄中脫落。完成以上測試後，受試者還須將五把自製刀具提交給裁判，裁判會針對刀具的對稱、平衡和美觀程度進行評分，其中一把刀具必須是「藝術刀」（art knife）或「歐式匕首」（European style dagger）。通過評比後，受試者將被授予大師級資格，往後他便可在自己姓名後標註縮寫MS，以表示自己的資格。韋恩·戈達德為大師級刀匠標準確立以後第一位取得資格的刀匠。1999年，來自懷俄明州的奧德拉·德雷珀成為首位獲得大師級刀匠認證的女性。

## 外部連結
- 美國鍛造刀匠協會 官方網站 （页面存档备份，存于）（英文）